# Rakowiska (województwo lubelskie)
Rakowiska – wieś w Polsce położona w województwie lubelskim, w powiecie bialskim, w gminie Biała Podlaska.
| SIMC    | Nazwa     | Rodzaj  |
| ------- | --------- | ------- |
| 0010889 | Bagonica  | kolonia |
| 0010895 | Budziszew | kolonia |

Miejscowość znajduje się tuż przy granicy z Białą Podlaską i stanowi zaplecze sypialne tego miasta. Rakowiska połączone są z Białą Podlaską miejską linią autobusową.
W latach 1975–1998 miejscowość położona była w ówczesnym województwie bialskopodlaskim.
Wieś jest sołectwem w gminie Biała Podlaska. Według Narodowego Spisu Powszechnego z roku 2011 wieś liczyła 1306 mieszkańców.
Wieś jest siedzibą rzymskokatolickiej parafii św. Ojca Pio.